# Eupithecia arenicola
Eupithecia arenicola là một loài bướm đêm trong họ Geometridae.